# Mistrovství světa v rychlobruslení ve víceboji 2018
Mistrovství světa v rychlobruslení ve víceboji 2018 se konalo ve dnech 9. až 11. března 2018 na otevřené rychlobruslařské dráze na Olympijském stadionu v nizozemském Amsterdamu. Jednalo se o 112. šampionát pro muže a 76. pro ženy a zároveň první vícebojařské mistrovství světa na otevřené dráze od MS 2001. Z předchozího mistrovství světa obhajovali tituly Nizozemci Sven Kramer a Ireen Wüstová. V Amsterdamu zvítězili Nizozemec Patrick Roest a Japonka Miho Takagiová.
Českou výpravu tvořili Sebastian Druszkiewicz, Natálie Kerschbaummayr, Martina Sáblíková a Nikola Zdráhalová.
| Program                | Program                                        | Program                   |
| ---------------------- | ---------------------------------------------- | ------------------------- |
| 9. března              | 10. března                                     | 11. března                |
| 500 m ženy 3000 m ženy | 500 m muži 1500 m ženy 5000 m muži 5000 m ženy | 1500 m muži 10 000 m muži |

## Muži
Mužského mistrovství světa ve víceboji se zúčastnilo celkem 24 závodníků, 20 z Evropy: Nizozemsko (3), Norsko (3), Rusko (3), Itálie (2), Polsko (2), Belgie (1), Česko (1), Dánsko (1), Lotyšsko (1), Německo (1), Rakousko (1), Švédsko (1); 3 ze Severní Ameriky: Kanada (3); a 1 z Asie: Japonsko (1).
| Pořadí           | Jméno                    | Země       | 500 m       | 5000 m        | 1500 m        | 10 000 m      | Počet bodů |
| ---------------- | ------------------------ | ---------- | ----------- | ------------- | ------------- | ------------- | ---------- |
| Zlatá medaile    | Patrick Roest            | Nizozemsko | 36,97 (1.)  | 6:37,07 (4.)  | 1:49,87 (2.)  | 13:44,94 (2.) | 154,547    |
| Stříbrná medaile | Sverre Lunde Pedersen    | Norsko     | 37,42 (5.)  | 6:33,81 (1.)  | 1:48,33 (1.)  | 14:00,60 (5.) | 154,941    |
| Bronzová medaile | Marcel Bosker            | Nizozemsko | 37,85 (12.) | 6:35,39 (3.)  | 1:51,27 (7.)  | 13:49,49 (3.) | 155,953    |
| 4.               | Sven Kramer              | Nizozemsko | 37,43 (6.)  | 6:34,15 (2.)  | 1:50,62 (5.)  | 14:05,70 (6.) | 156,003    |
| 5.               | Bart Swings              | Belgie     | 37,96 (14.) | 6:39,58 (7.)  | 1:50,33 (4.)  | 13:51,45 (4.) | 156,266    |
| 6.               | Nils van der Poel        | Švédsko    | 38,35 (17.) | 6:37,14 (5.)  | 1:53,15 (13.) | 13:40,38 (1.) | 156,799    |
| 7.               | Haralds Silovs           | Lotyšsko   | 37,04 (3.)  | 6:52,47 (12.) | 1:49,97 (3.)  | 14:55,08 (7.) | 159,697    |
| 8.               | Danila Semerikov         | Rusko      | 38,73 (18.) | 6:37,14 (5.)  | 1:53,43 (15.) | DSQ           | 116,254    |
| 9.               | Håvard Bøkko             | Norsko     | 37,55 (9.)  | 6:45,46 (9.)  | 1:51,60 (8.)  | —             | 115,296    |
| 10.              | Sergej Trofimov          | Rusko      | 37,64 (10.) | 6:52,81 (13.) | 1:51,82 (9.)  | —             | 116,194    |
| 11.              | Andrea Giovannini        | Itálie     | 38,06 (16.) | 6:45,16 (8.)  | 1:53,63 (17.) | —             | 116,452    |
| 12.              | Simen Spieler Nilsen     | Norsko     | 37,50 (7.)  | 6:54,82 (18.) | 1:53,30 (14.) | —             | 116,748    |
| 13.              | Sergej Grjazcov          | Rusko      | 37,91 (13.) | 6:53,01 (14.) | 1:53,02 (12.) | —             | 116,884    |
| 14.              | Konrad Niedźwiedzki      | Polsko     | 37,00 (2.)  | 7:05,57 (23.) | 1:52,08 (10.) | —             | 116,917    |
| 15.              | Jan Szymański            | Polsko     | 37,21 (4.)  | 6:58,79 (20.) | 1:54,02 (20.) | —             | 117,095    |
| 16.              | Ted-Jan Bloemen          | Kanada     | 38,81 (19.) | 6:53,08 (15.) | 1:51,22 (6.)  | —             | 117,191    |
| 17.              | Denny Morrison           | Kanada     | 37,97 (15.) | 6:59,34 (21.) | 1:52,09 (11.) | —             | 117,267    |
| 18.              | Antoine Gélinas-Beaulieu | Kanada     | 37,65 (11.) | 7:03,22 (22.) | 1:53,76 (19.) | —             | 117,892    |
| 19.              | Linus Heidegger          | Rakousko   | 38,98 (20.) | 6:50,96 (11.) | 1:53,74 (18.) | —             | 117,989    |
| 20.              | Šóta Nakamura            | Japonsko   | 37,51 (8.)  | 7:09,12 (24.) | 1:53,57 (16.) | —             | 118,278    |
| 21.              | Viktor Hald Thorup       | Dánsko     | 39,58 (22.) | 6:48,10 (10.) | 1:54,07 (21.) | —             | 118,413    |
| 22.              | Moritz Geisreiter        | Německo    | 39,57 (21.) | 6:53,38 (16.) | 1:56,83 (22.) | —             | 119,851    |
| 23.              | Davide Ghiotto           | Itálie     | 40,46 (23.) | 6:53,61 (17.) | 1:57,68 (23.) | —             | 121,047    |
| 24.              | Sebastian Druszkiewicz   | Česko      | 40,89 (24.) | 6:56,10 (19.) | 1:58,58 (24.) | —             | 122,026    |

## Ženy
Ženského mistrovství světa ve víceboji se zúčastnilo celkem 24 závodnic, 18 z Evropy: Česko (3), Nizozemsko (3), Polsko (3), Rusko (3), Německo (2), Norsko (2), Belgie (1), Itálie (1); 1 ze Severní Ameriky: Kanada (1); a 4 z Asie: Čína (2), Japonsko (2).
| Pořadí           | Jméno                     | Země       | 500 m       | 3000 m        | 1500 m        | 5000 m       | Počet bodů |
| ---------------- | ------------------------- | ---------- | ----------- | ------------- | ------------- | ------------ | ---------- |
| Zlatá medaile    | Miho Takagiová            | Japonsko   | 39,01 (1.)  | 4:19,78 (2.)  | 1:58,82 (1.)  | 7:29,93 (4.) | 166,905    |
| Stříbrná medaile | Ireen Wüstová             | Nizozemsko | 40,81 (9.)  | 4:15,80 (1.)  | 1:58,89 (2.)  | 7:26,85 (1.) | 167,758    |
| Bronzová medaile | Annouk van der Weijdenová | Nizozemsko | 40,89 (10.) | 4:22,35 (4.)  | 2:00,94 (4.)  | 7:29,12 (3.) | 169,840    |
| 4.               | Antoinette de Jongová     | Nizozemsko | 40,47 (4.)  | 4:23,04 (5.)  | 2:01,90 (6.)  | 7:30,73 (5.) | 170,016    |
| 5.               | Francesca Lollobrigidová  | Itálie     | 40,78 (8.)  | 4:24,04 (7.)  | 2:00,48 (3.)  | 7:32,35 (6.) | 170,181    |
| 6.               | Martina Sáblíková         | Česko      | 41,81 (19.) | 4:21,05 (3.)  | 2:02,49 (7.)  | 7:28,17 (2.) | 170,965    |
| 7.               | Ajaka Kikučiová           | Japonsko   | 40,32 (3.)  | 4:24,01 (6.)  | 2:03,15 (9.)  | 7:46,71 (8.) | 172,042    |
| 8.               | Nikola Zdráhalová         | Česko      | 40,47 (4.)  | 4:26,47 (9.)  | 2:03,60 (12.) | 7:39,70 (7.) | 172,051    |
| 9.               | Ida Njåtunová             | Norsko     | 40,55 (6.)  | 4:28,93 (13.) | 2:02,86 (8.)  | —            | 126,324    |
| 10.              | Jevgenija Lalenkovová     | Rusko      | 41,36 (15.) | 4:24,50 (8.)  | 2:03,35 (10.) | —            | 126,559    |
| 11.              | Natalia Czerwonková       | Polsko     | 40,75 (7.)  | 4:30,29 (15.) | 2:03,66 (13.) | —            | 127,018    |
| 12.              | Ivanie Blondinová         | Kanada     | 41,10 (12.) | 4:26,55 (10.) | 2:05,32 (17.) | —            | 127,298    |
| 13.              | Claudia Pechsteinová      | Německo    | 41,77 (18.) | 4:27,43 (11.) | 2:03,53 (11.) | —            | 127,517    |
| 14.              | Luiza Złotkowská          | Polsko     | 41,70 (17.) | 4:32,62 (17.) | 2:01,80 (5.)  | —            | 127,736    |
| 15.              | Julija Skokovová          | Rusko      | 41,13 (13.) | 4:30,31 (16.) | 2:05,06 (15.) | —            | 127,867    |
| 16.              | Sofie Karoline Haugenová  | Norsko     | 41,24 (14.) | 4:29,67 (14.) | 2:05,24 (16.) | —            | 127,931    |
| 17.              | Chao Ťia-čchen            | Čína       | 41,68 (16.) | 4:28,85 (12.) | 2:06,55 (20.) | —            | 128,671    |
| 18.              | Gabriele Hirschbichlerová | Německo    | 40,22 (2.)  | 4:40,21 (22.) | 2:05,48 (18.) | —            | 128,747    |
| 19.              | Li Tan                    | Čína       | 40,90 (11.) | 4:35,64 (20.) | 2:05,94 (19.) | —            | 128,820    |
| 20.              | Katarzyna Woźniaková      | Polsko     | 42,21 (20.) | 4:33,07 (18.) | 2:04,09 (14.) | —            | 129,084    |
| 21.              | Natálie Kerschbaummayr    | Česko      | 42,98 (22.) | 4:34,17 (19.) | 2:10,63 (21.) | —            | 132,218    |
| 22.              | Jelena Peetersová         | Belgie     | 42,36 (21.) | 4:36,27 (21.) | —             | —            | 88,405     |
| 23.              | Natalja Voroninová        | Rusko      | WDR         | WDR           | —             | —            | 0          |